# Jean-Paul Dollé
Jean-Paul Dollé (Vincennes, 4 de novembro de 1939 - Paris, 2 de fevereiro de 2011) foi um filósofo e escritor francês de tendência marxista-leninista e tradição de Leibniz e Nietzsche.

## Obras
- 1972 : Le Désir de révolution
- 2005 : Territoire du rien
- 2010 : L'inhabitable capital, Nouvelles Éditions Lignes.